# 張暁雅
張 暁雅（ちょう ぎょうが、簡体字:张晓雅、ラテン翻記:Xiaoya Zhang、女性、1992年10月4日 - ）は、中華人民共和国のバレーボール選手。

## 来歴
2014年に中国代表に初選出され、同年のアジアカップで金メダルを獲得した。2015年にはワールドカップに出場し、金メダルを獲得した。2016年のモントルーバレーマスターズで優勝し、ベストミドルブロッカー賞を受賞した。

## 球歴
- ワールドカップ - 2015年

## 受賞歴
- 2016年　モントルーバレーマスターズ　ベストミドルブロッカー賞